# 에이스 전투조종사

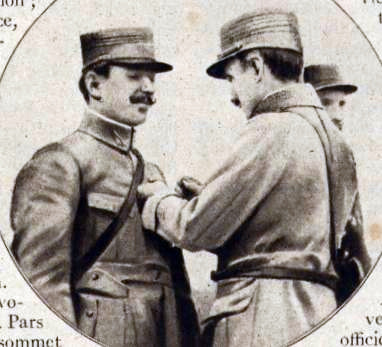
"최초의 프랑스 에이스"인 프랑스인 아돌프 페구가 크루아 드 게르(Croix de guerre) 훈장을 받았다.

에이스 전투조종사, 하늘의 일인자, 플라잉 에이스(flying ace)는 공중전에서 5대 이상의 적 항공기를 격추한 것으로 알려진 군사 비행사이다. 공식적으로 에이스 자격을 얻기 위해 필요한 정확한 공중 승리 횟수는 다양하지만 일반적으로 5회 이상으로 간주된다.
"에이스"라는 개념은 1915년 제1차 세계대전 중 공중전과 동시에 등장했다. 이는 소모전이었던 영웅 숭배를 국내 전선에 제공하기 위한 선전 용어였다. 에이스들의 개별적인 행동이 널리 보도되었고 에이스가 지나간 시대를 연상시키는 기사로서의 이미지가 널리 퍼졌다. 공대공 전투가 막 발명되던 짧은 초기 기간 동안, 뛰어난 기술을 갖춘 조종사는 하늘에서 전투를 주도할 수 있었다. 그러나 대부분의 전쟁에서 에이스의 이미지는 전투기가 대형을 갖추고 전투를 벌이는 항공전의 현실과는 거의 관련이 없었고 제공권의 우위는 자원의 상대적 가용성에 크게 의존했다. 이 조종사를 설명하기 위해 에이스라는 용어를 사용하는 것은 제1차 세계 대전에서 시작되었다. 당시 프랑스 신문에서는 아돌프 페구(Adolphe Pégoud)가 독일 항공기 5대를 격추시킨 최초의 조종사가 된 후 그를 l'As(에이스)라고 묘사했다. 영국인은 처음에 "스타 턴(star-turns)"(쇼 비즈니스 용어)이라는 용어를 사용했다.

## 같이 보기
- 전투기